# Ctésipo (de Atenas)
Ctesippo (Κτήσιππος, Atenas, desde el 367 al 361 a. C.) fue un político ateniese, hijo del general Cabrias. 

## Biografía
Demóstenes, en el texto Contra Leptino, da una indicación sobre su posible fecha de nacimiento, donde, durante el juicio, Ctésipo no había alcanzado todavía la mayoría de edad. El nacimiento de Ctésipo, por tanto, se puede situar entre los años 367-361 a. C.
Después de la muerte de su padre en el 356 a. C., Ctésipo fue adoptado por su amigo Foción. Tenía, según Plutarco, un carácter "cambiante y rebelde"; tanto, que se dice que un día el aristócrata ateniese, cansado de preguntas y réplicas inapropiadas de Ctésipo , exclamó, a pesar de su proverbial paciencia, «o Cabria, Cabria, te admiro por tu amistad, ¡soportando a tu hijo!».
Ctésipo, aún adolescente, confió a Demóstenes el juicio contra Leptines de Atenas, político ateniese que había propuesto la supresión para todos los ciudadanos de las exenciones honoríficas de las liturgias, con la excepción de los descendientes de Harmodio y Aristogitón. Después de la victoria de Ctésipo, no se tiene más noticia de su actividad política, haciendo suponer un retiro prematuro de la vida pública.